# Midori (przeglądarka)
Midori (jap. 緑 „zielony”) – przeglądarka internetowa oparta na silniku WebKit i wykorzystująca bibliotekę GTK+. Zgodnie z założeniami twórców, przeglądarka ma być szybka i wykorzystywać niewiele zasobów komputera.
Gecko jest używane jako oprogramowanie do renderowania od 2023 roku. Dzieje się tak, ponieważ jest oparty na nowej przeglądarce Floorp opartej na przeglądarce Firefox.
Midori jest domyślną przeglądarką w środowisku graficznym Xfce.
Przeglądarka ta jest jedną z przeglądarek opartych na WebKit, która osiąga wynik 100 na 100 w teście Acid3 (podobnie jak w innych testach, wydajność nie jest jednak jeszcze zgodna z wymogami testu).